# Station Houyet
Station Houyet is een spoorwegstation langs spoorlijn 166 (Dinant - Bertrix) in de gemeente Houyet. Het is nu een stopplaats.
Van hier vertrok ook spoorlijn 150 (Houyet - Tamines).
In de tijd van de stoomtractie was het station een belangrijk rustplaats waar zowel kolen als water konden worden ingenomen. Er bevond zich zelfs een draaischijf met een diameter van 16,5 m.
Bij de sluiting van het loket werd het perron van spoor 2 en 3 buiten dienst gesteld, aangezien men het enkel kon bereiken onder begeleiding van de loketbediende. In plaats hiervan werd aan de overkant van spoor 3 een perron gebouwd dat als vervanging dient voor het perron 2/3.
Het station wordt vaak gebruikt door toeristen die via het station naar de nabijgelegen kajakverhuurders van de Lesse gaan.

## Treindienst
| Serie              | Treinsoort            | Route | Bijzonderheden                                                           |
| ------------------ | --------------------- | --- | ------------------------------------------------------------------------ |
| L 6050             | L-trein (NMBS)        | Namen – Dinant – Houyet – Bertrix – Libramont                                                                |                                                                          |
| P 7620/8620RE 8600 | Piekuurtrein (NMBS)   | [ Luxemburg – Virton ] / [ [ Aarlen – Virton – ] / [ Dinant – Houyet – ] Libramont – [ Ciney ] ]             | Een rechtstreekse trein Aarlen - Libramont. Een trein Libramont - Ciney. |
| P 7660/8660        | Piekuurtrein (NMBS)   | Bertrix – Houyet – Dinant – Namen                                                                            | Rijdt alleen op werkdagen.                                               |
| P 7680/8680RE 8650 | Piekuurtrein (NMBS)   | [ Bertrix – Houyet – Dinant ] / [ Libramont – [ Virton – ] / [ Marbehan – ] Aarlen ] / [ Athus – Luxemburg ] | Een trein Aarlen - Virton - Libramont. Een trein Athus - Luxemburg.      |
| ICT 6975           | Toeristentrein (NMBS) | Dinant – Houyet                                                                                              | Rijdt van eind mei tot eind september.                                   |

## Galerij

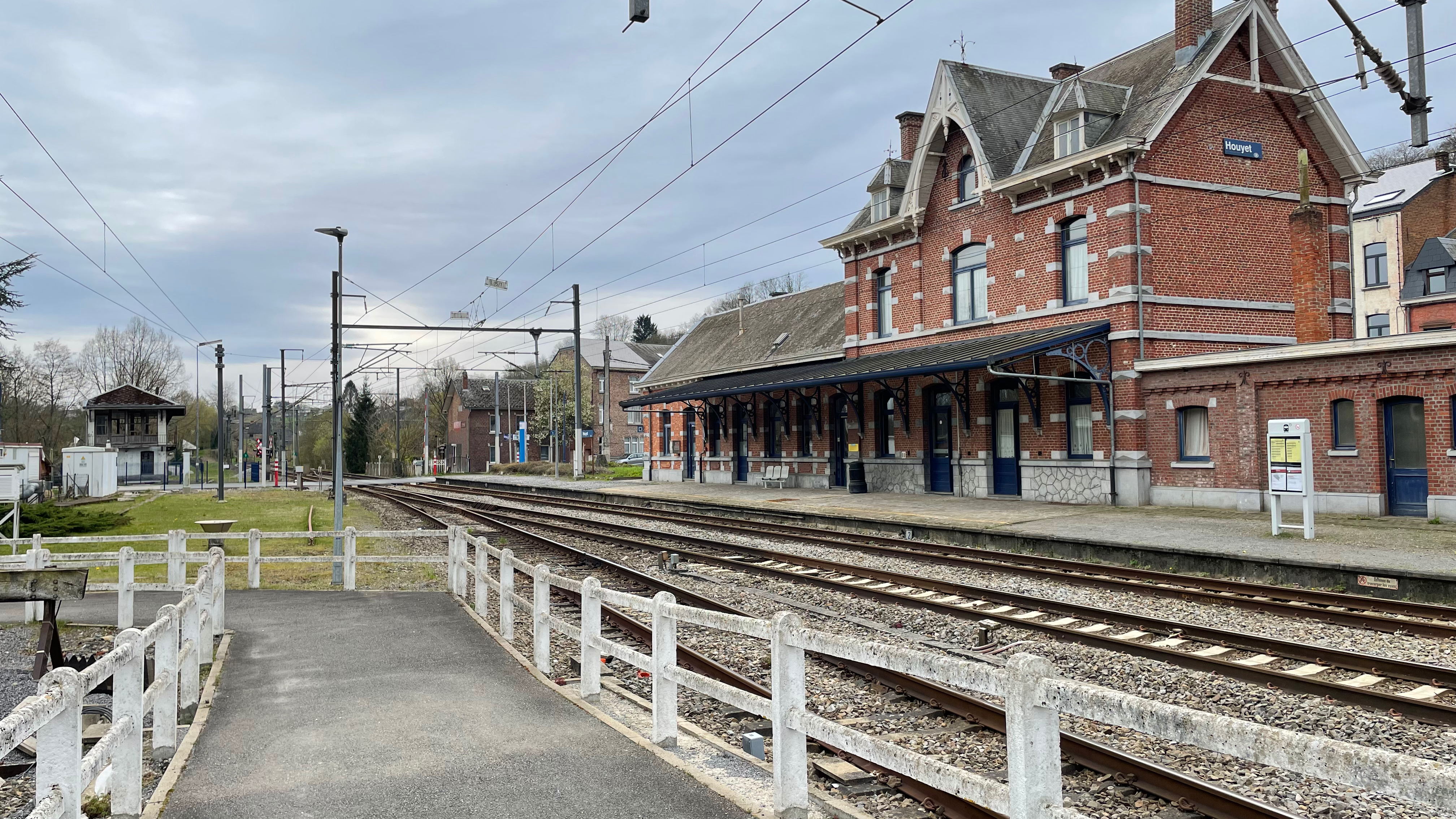
Het stationsgebouw
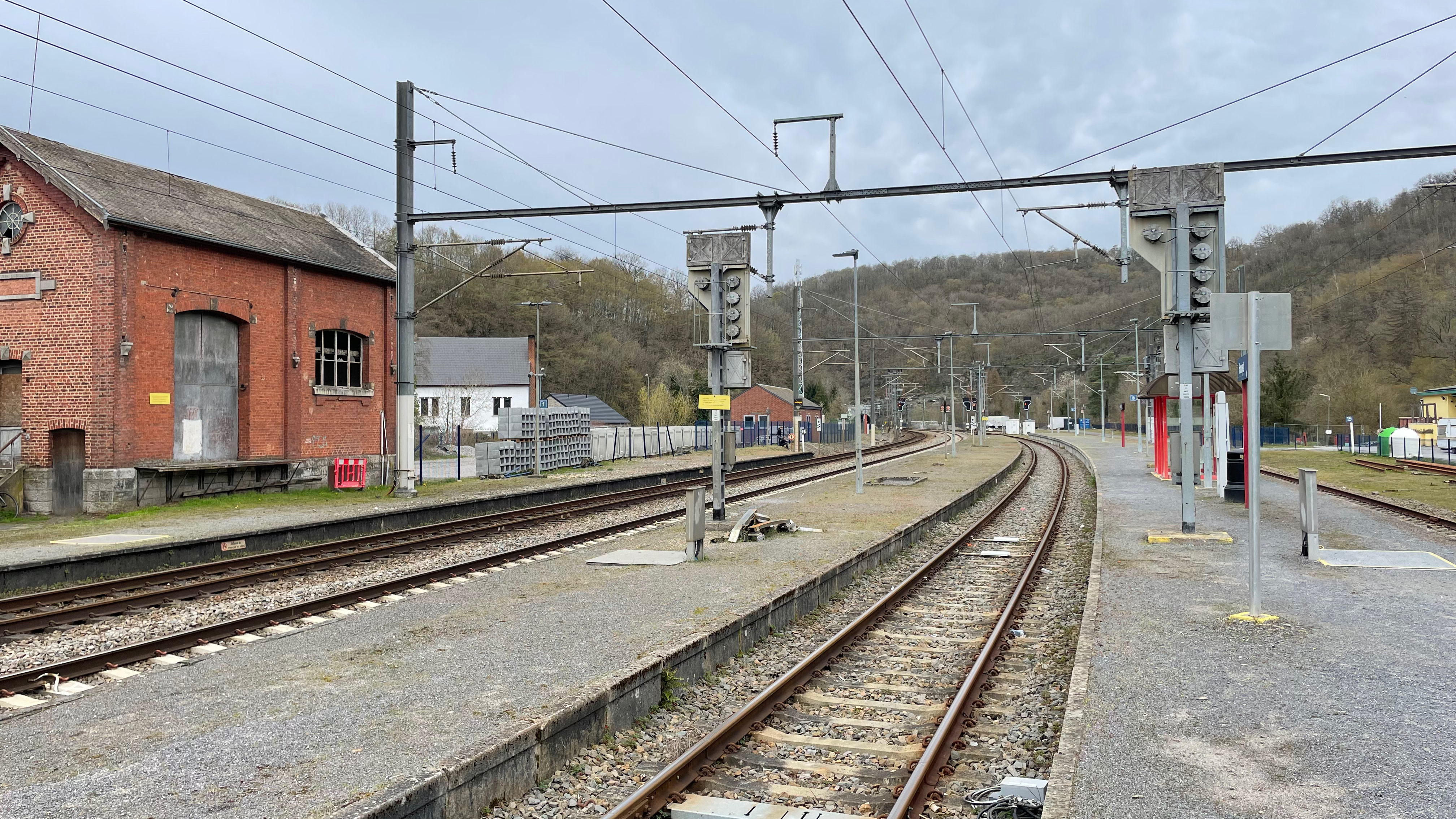
Zicht op het perron
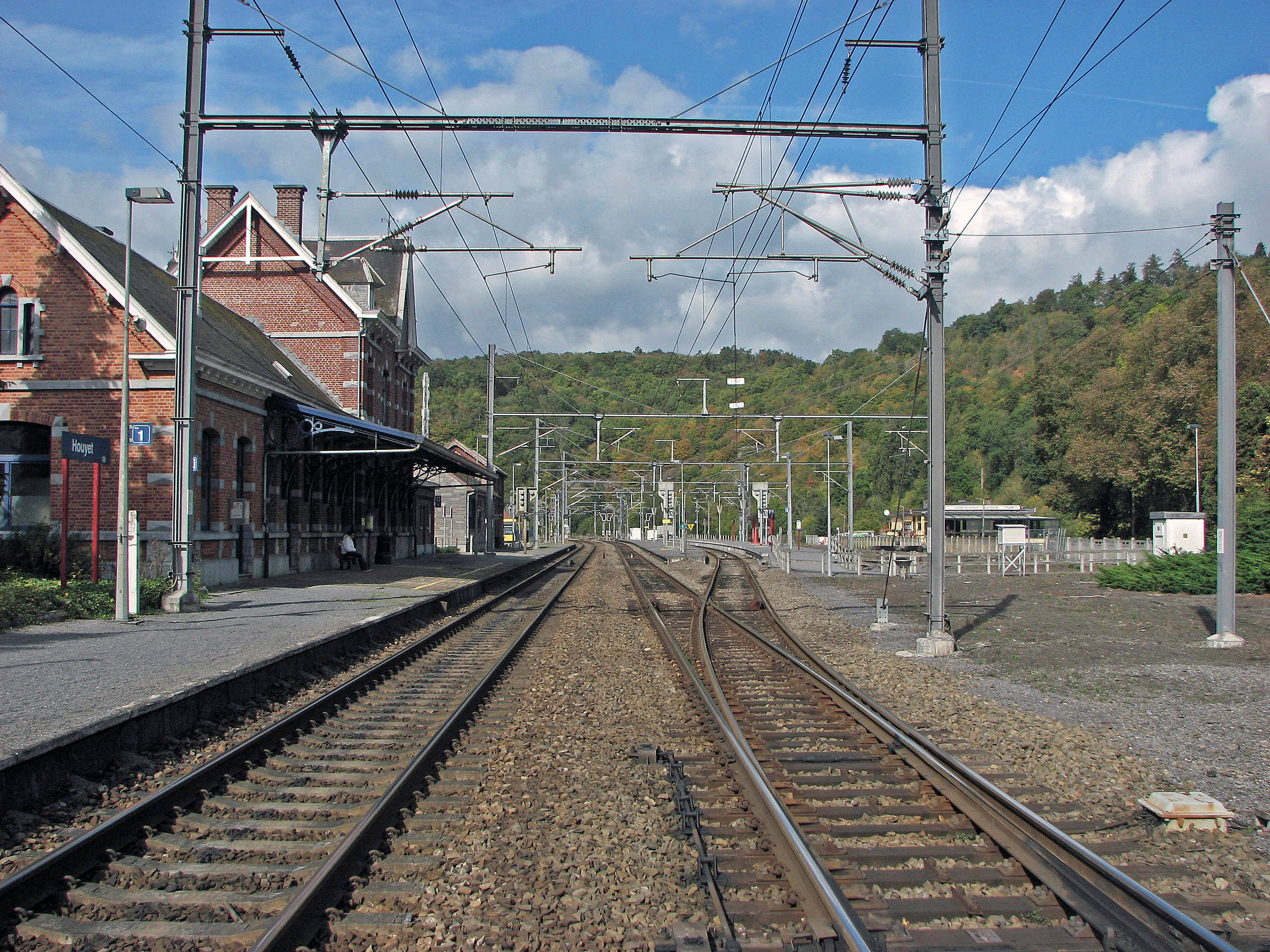
Zicht op de sporen

## Reizigerstellingen
De grafiek en tabel geven het gemiddeld aantal instappende reizigers weer op een week-, zater- en zondag.
| Tabel: aantal instappende reizigers station Houyet | Tabel: aantal instappende reizigers station Houyet | Tabel: aantal instappende reizigers station Houyet | Tabel: aantal instappende reizigers station Houyet |
|                                                    | Weekdag                                            | Zaterdag                                           | Zondag                                             |
| -------------------------------------------------- | -------------------------------------------------- | -------------------------------------------------- | -------------------------------------------------- |
| 1977                                               | 256                                                | 59                                                 | 57                                                 |
| 1978                                               | 232                                                | 77                                                 | 69                                                 |
| 1979                                               | 214                                                | 74                                                 | 96                                                 |
| 1980                                               | 203                                                | 76                                                 | 87                                                 |
| 1981                                               | 250                                                | 75                                                 | 77                                                 |
| 1982                                               | 197                                                | 59                                                 | 82                                                 |
| 1983                                               | 224                                                | 66                                                 | 80                                                 |
| 1984                                               | 133                                                | 50                                                 | 48                                                 |
| 1985                                               | 141                                                | 44                                                 | 40                                                 |
| 1986                                               | 107                                                | 38                                                 | 41                                                 |
| 1987                                               | 119                                                | 40                                                 | 48                                                 |
| 1988                                               | 126                                                | 75                                                 | 63                                                 |
| 1989                                               | 108                                                | 85                                                 | 67                                                 |
| 1990                                               | 78                                                 | 30                                                 | 41                                                 |
| 1991                                               | 88                                                 | 36                                                 | 46                                                 |
| 1992                                               | 90                                                 | 42                                                 | 45                                                 |
| 1993                                               | 89                                                 | 42                                                 | 41                                                 |
| 1994                                               | 100                                                | 27                                                 | 24                                                 |
| 1995                                               | 71                                                 | 31                                                 | 40                                                 |
| 1996                                               | 81                                                 | 38                                                 | 22                                                 |
| 1997                                               | 79                                                 | 38                                                 | 40                                                 |
| 1998                                               | 78                                                 | 44                                                 | 36                                                 |
| 1999                                               | 67                                                 | 46                                                 | 36                                                 |
| 2000                                               | 81                                                 | 27                                                 | 42                                                 |
| 2001                                               | 73                                                 | 38                                                 | 25                                                 |
| 2002                                               | 93                                                 | 40                                                 | 67                                                 |
| 2003                                               | 102                                                | 66                                                 | 73                                                 |
| 2004                                               | 93                                                 | 42                                                 | 54                                                 |
| 2005                                               | 101                                                | 40                                                 | 69                                                 |
| 2006                                               | 94                                                 | 56                                                 | 54                                                 |
| 2007                                               | 90                                                 | 33                                                 | 88                                                 |
| 2008                                               | -                                                  | -                                                  | -                                                  |
| 2009                                               | 97                                                 | 35                                                 | 49                                                 |
| 2010                                               | -                                                  | -                                                  | -                                                  |
| 2011                                               | -                                                  | -                                                  | -                                                  |
| 2012                                               | 106                                                | 52                                                 | 64                                                 |
| 2013                                               | 86                                                 | 42                                                 | 57                                                 |
| 2014                                               | 96                                                 | 47                                                 | 61                                                 |
| 2015                                               | 78                                                 | 33                                                 | 45                                                 |
| 2016                                               | 76                                                 | 28                                                 | 49                                                 |
| 2017                                               | 71                                                 | 32                                                 | 53                                                 |
| 2018                                               | 90                                                 | 28                                                 | 44                                                 |
| 2019                                               | 91                                                 | 48                                                 | 40                                                 |
| 2020                                               | 67                                                 | 38                                                 | 33                                                 |
| 2021                                               | -                                                  | -                                                  | -                                                  |
| 2022                                               | 118                                                | 38                                                 | 47                                                 |
| 2023                                               | 114                                                | 42                                                 | 53                                                 |
| 2024                                               | 114                                                | 138                                                | 109                                                |

0,0: Tamines ·
2,7: Falisolle ·
5,6: Aisemont ·
10,5: Fosses-la-Ville ·
13,3: Bambois ·
17,4: Saint-Gérard ·
20,7: Mettet ·
24,3: Furneaux ·
25,3: Ermeton-sur-Biert ·
28,2: Maredret ·
29,8: Denée-Maredsous ·
31,3: Sosoye ·
32,8: Falaën ·
35,1: Haut-le-Wastia ·
37,4: Warnant ·
40,3: Anhée ·
41,4: Anhée-Jonction ·
Bouvignes-sur-Meuse ·
Dinant ·
Neffe ·
Anseremme ·
Walzin ·
Gendron-Celles ·
Château d'Ardenne ·
0,0: Houyet ·
3,7: Hour-Havenne ·
5,1: Wanlin ·
8,2: Vignée ·
11,1: Villers-sur-Lesse ·
15,3: Eprave ·
19,3: Rochefort ·
23,1: Jemelle
2,2: Anseremme ·
4,7: Walzin ·
7,2: Gendron-Celles ·
10,4: Château d'Ardenne ·
12,2: Houyet ·
17,5: Wiesme ·
22,2: Beauraing ·
25,0: Martouzin ·
27,2: Pondrôme ·
31,3: Thanville ·
35,3: Vonêche ·
37,0: Gedinne ·
45,4: Louette-Saint-Denis ·
49,3: Bièvre ·
51,6: Graide ·
55,2: Carlsbourg ·
56,3: Merny ·
58,2: Paliseul ·
60,3: Nollevaux ·
61,5: Offagne ·
65,2: Glaumont ·
68,3: Burhaimont ·
70,2: Bertrix